# 262 Valda
262 Valda eller 1972 YR1 är en asteroid i huvudbältet, som upptäcktes den 3 november 1886 av den österrikiske astronomen Johann Palisa. Namnets ursprung är okänt.
Den tillhör asteroidgruppen Astraea.